# Кашкаров, Борис Дмитриевич
Борис Дмитриевич Кашкаров  (1866—?) — российский государственный деятель, действительный статский советник(1913). Енисейский, Холмский и Псковский губернатор.

## Биография
Из дворянского рода Кашкаровых. Отец кол.ас. Дмитрий Александрович Кашкаров. Брат - военный писатель полковник Дмитрий Дм. Кашкаров (1863), сестры Наталья Дм. Рагозина и Екатерина Дм. Герцог. 
В службе с 1884 года, в офицерских чинах с 1886 года после окончания Московского кадетского корпуса и Александровского военного училища.
С 1910 по 1914 годы годы Киевский вице-губернатор, произведён в коллежские, статские и в 1913 году в действительные статские советники. В 1914 году назначен Енисейским губернатором. С 1914 по 1916 годы Холмский губернатор. С 1916 по 1917 годы был последним Псковским губернатором.
Жена - Екатерина Андреевна (урожд. Савельева) (1871-1939), дочь купца 1 гильдии.
Дочь Наталия (1892-1953). В первом браке за Петром Константиновичем Григоровичем-Барским. Дети: Константин (1912-1977), Борис (1914-1984). Во втором браке за Александром Месняевым.
Дочь Екатерина (1900-1970). Замужем за Георгием Казановичем. Сын Дмитрий (1921). 
Дочь Ольга. Замужем за Баумгартеном, бывшим офицером, который заведовал оркестром русских балалаечников и хором. 
Сын Дмитрий жил с семьей в Любляне. 